# Ischnura jeanyvesmeyeri
Ischnura jeanyvesmeyeri là một loài chuồn chuồn kim trong họ Coenagrionidae.
Ischnura jeanyvesmeyeri được miêu tả khoa học năm 2010 bởi Englund & Polhemus.